# Radicaal 13
Van de in totaal 214 Kangxi-radicalen heeft radicaal 13 de betekenis open land, wijd en breed. Het is en van de drieëntwintig radicalen die bestaan uit twee strepen.
In het Kangxi-woordenboek zijn er vijftig karakters die dit radicaal gebruiken.

## Karakters met het radicaal 13
| Strepen | Karakter          |
| ------- | ----------------- |
| + 0     | 冂                |
| + 2     | 冃 冄 内 円 冇 冈 |
| + 3     | 冉 冊 冋 册 囘    |
| + 4     | 再 冎             |
| + 5     | 冏                |
| + 6     | 冐                |
| + 7     | 冑 冒             |
| + 8     | 冓 冔             |
| + 9     | 冕                |

Bronskarakter
Klein zegelkarakter